# サンクトペテルブルク地下鉄5号線
サンクトペテルブルク地下鉄5号線（サンクトペテルブルク5ごうせん）（別名 フルンゼンスコ（フルンゼ）-プリモルスカヤ（沿海）線）は、サンクトペテルブルク市プリモルスキー区のコメンダンツキー・プロスペクト駅（司令官大通り駅）とフルンゼンスキー区のメジュドゥナロードナヤ駅（国際駅）とを結ぶサンクトペテルブルク地下鉄の路線である。

## 概要
1997年にサドーヴァヤ駅〜チカロフスカヤ駅間が4号線として完成。その後、2008年12月20日に5号線としてズヴェニゴロヅカヤ（ズヴェニゴロド）駅〜ヴォルコフスカヤ（ヴォルコヴォ）駅間が開通。2009年3月7日にそれまで4号線であった区間のコメンダンツキー・プロスペクト（司令官大通り）駅〜サドーヴァヤ（庭園）駅間を吸収し、この区間も5号線として運行開始した。将来的には南北側とも延長計画がある。

## 歴史
- 1997年9月15日:サドーヴァヤ（庭園）駅 - チカロフスカヤ（チカロフ）駅が、既に開業していた4号線の延長として開通。なお、アドミラルチェイスカヤ（海軍省）駅はホームのみ用意されていたが、出入口が作られず未開業。
- 1999年1月14日:チカロフスカヤ駅 - スターラヤ・デレヴニャ（古い村）駅が4号線として開通。なお、クレストフスキー・オストロフ（十字架島）駅は工事が間に合わず未開業。
- 1999年9月3日:クレストフスキー・オストロフ（十字架島）駅が開業。
- 2005年4月2日:スターラヤ・デレヴニャ（古い村）駅 - コメンダンツキー・プロスペクト（司令官大通り）駅が4号線として開通。
- 2008年12月20日:ズヴェニゴロズカヤ（ズヴェニゴロド駅）駅 - ヴォルコフスカヤ（ヴォルコヴォ）駅が5号線としての初めての区間として開通。この時点ではオブヴォドニー・カナル（オブヴォド運河）駅は未開業。
- 2009年3月7日:ズヴェニゴロズカヤ（ズヴェニゴロド駅）駅 - サドーヴァヤ（庭園）駅がつながり、4号線の区間だったサドーヴァヤ駅からコメンダンツキー・プロスペクト（司令官大通り）駅が5号線に編入される。ドストエフスカヤ駅からスパスカヤ駅までのトンネルが同日完成し、スパスカヤ駅が4号線の新たな西側の終着駅となる。また、ドストエフスカヤ駅からサドーヴァヤ駅までの従来の軌道は4号線と5号線の連絡線として残される。
- 2010年12月30日:オブヴォドニー・カナル（オブヴォド運河）駅が開業する。ホームやエスカレーター用の斜坑はこの区間の開通時にはほぼ完成していたが、地上駅舎が置かれる商業施設の完成が遅れたため、路線開通から約2年遅れでの駅の使用開始となった。
- 2011年12月28日:スポルティヴナヤ駅とサドーヴァヤ駅の間にアドミラルチェイスカヤ（海軍省）駅が開業する。1997年9月15日に4号線としてこの区間が開通して、14年余り経過しての開業であった。当初からホームだけは整備されていたが、地上駅舎の場所の選定に手間取り、決定後に駅舎建設とエスカレーター用の斜坑の掘削を行ったためである。
- 2012年12月28日:ヴォルコフスカヤ（ヴォルコヴォ）駅 - メジュドゥナロードナヤ（国際）駅が開通。

## 駅一覧
- 全駅がサンクトペテルブルク市に所在。

| カタカナ転写駅名                 | 日本語での意味         | ロシア語駅名           | 深さ(単位m) | 駅間営業キロ | 営業キロ | 接続路線                                                             | 所在地                               |
| -------------------------------- | ---------------------- | ---------------------- | ----------- | ------------ | -------- | -------------------------------------------------------------------- | ------------------------------------ |
| コメンダンツキー・プロスペクト駅 | 司令官大通り駅         | Комендантский проспект | 75          |              | 0.0      |                                                                      | プリモルスキー（沿海）区             |
| スターラヤ・ジェレヴニャ駅       | 古い村駅               | Старая Деревня         | 61          |              |          | ロシア鉄道                                                           | プリモルスキー（沿海）区             |
| クレストフスキー・オストロフ駅   | 十字架島駅             | Крестовский остров     | 49          |              |          |                                                                      | プリモルスキー（沿海）区             |
| チカロフスカヤ駅                 | チカロフ駅             | Чкаловская             | 60          |              |          |                                                                      | ペトログラツキー（ペトログラード）区 |
| スポルティヴナヤ駅               | スポーツ駅             | Спортивная             | 64          |              |          |                                                                      | ペトログラツキー（ペトログラード）区 |
| アドミラルチェイスカヤ駅         | 海軍省駅               | Адмиралтейская         | 86          |              |          |                                                                      | ツェントラリヌィ（中央）区           |
| サドーヴァヤ駅                   | 庭園駅                 | Садовая                | 71          |              |          | 地下鉄：■2号線（センナヤ広場駅）■4号線（スパスカヤ駅）               | アドミラルチェイスキー（海軍省）区   |
| ズヴェニゴロズカヤ駅             | ズヴェニゴロド駅       | Звенигородская         | 57          |              |          | 地下鉄：■1号線（プーシキンスカヤ駅）、ロシア鉄道（ヴィチェプスク駅） | アドミラルチェイスキー（海軍省）区   |
| オブヴォドニー・カナル駅         | オブヴォド運河駅       | Обводный канал         | 61          |              |          |                                                                      | フルンゼンスキー（フルンゼ）区       |
| ヴォルコフスカヤ駅               | ヴォルコヴォ（地名）駅 | Волковская             | 61          |              |          |                                                                      | フルンゼンスキー（フルンゼ）区       |
| ブハレツカヤ駅                   | ブカレスト駅           | Бухарестская           | 65          |              |          |                                                                      | フルンゼンスキー（フルンゼ）区       |
| メジュドゥナロードナヤ駅         | 国際駅                 | Международная          | 65          |              | 20.1     |                                                                      | フルンゼンスキー（フルンゼ）区       |